# 阿部正识
阿部正识（日语：／ Abe Masatsune，1764年12月20日—1803年3月29日），日本江户时代中期大名，武藏国忍藩藩主。忠秋系阿部家7代。
明和元年（1764年）出生，天明2年（1782年）第一次谒见将军德川家治，任从五位下美作守。之后、天明7年（1787年）其父正敏去世，继承阿部家，任丰后守。但是由于病弱所以没有子嗣，宽政8年（1796年）从纪州藩收33岁的阿部正由为养子后隐居。
享和3年（1803年）去世。享年40岁。擅长绘画和书法。